# Allium melliferum
Allium melliferum — вид трав'янистих рослин родини амарилісові (Amaryllidaceae), ендемік штату Халіско, Мексика.

## Поширення
Ендемік штату Халіско, Мексика.